# Морской светофор
Морской светофор — устройство для регулирования движения судов в опасных и узких местах. Современный морской светофор имеет лампы зелёного (разрешающий сигнал) и красного (запрещающий сигнал) свечения. В отличие от маяков, у которых есть только одна функция — показывать дорогу к берегу, морские светофоры, как и обычные наземные, могут регулировать движение транспорта (судов).
В XIX веке в Средиземноморье было построено большое количество морских светофоров. В наше время их также можно встретить. Например в Хорватии, в Шибенике, морской светофор регулирует движение в канале, а также показывает скорость ветра при выходе из канала.